# 高川格
高川格（1915年9月21日—1986年11月26日），日本著名职业围棋棋手，日本棋院职业九段，曾1952-1961年间本因坊战达成九连霸传奇，获封名誉本因坊（后改称“第二十二世本因坊”），号秀格。他与吴清源、木谷实、桥本宇太郎、坂田荣男等同为代表昭和时代的超一流棋手之一，除本因坊之外还夺得过名人、十段等诸多头衔。棋风受本因坊秀荣启发，以“流水不争先”为信条，又称平明流、通情、大局。

## 生平
高川格出生于和歌山县田边市，6岁开始学棋，1926年在大阪拜光原伊太郎五段为师，1928年入段成为职业棋手。1952年，高川格在本因坊战循环圈挑战者决定加赛中击败坂田荣男，获得向本因坊桥本宇太郎挑战的资格，并以4-1战而胜之，此后他又连续击败八次挑战者，成就本因坊九连霸霸业：
- 1953年 4-2 木谷实八段
- 1954年 4-2 杉内雅男七段
- 1955年 4-0 岛村俊广八段
- 1956年 4-2 岛村俊广八段
- 1957年 4-2 藤泽朋斋九段
- 1958年 4-2 杉内雅男八段
- 1959年 4-2 木谷实九段
- 1960年 4-2 藤泽秀行八段

1961年，高川1-4负于坂田荣男九段，其后他还曾于1964年和1965年两度挑战坂田，但都无功而返。七大头衔战中，高川另外还曾经夺得过名人战、王座战和十段战的冠军。高川1984年进行白内障手术后宣布退役，两年后逝世。

## 風格与评价
高川先生是日本昭和围棋鼎盛期一颗璀璨的明星，但他与吴清源、木谷实、桥本宇太郎、坂田荣男、藤泽朋斋等各自风格鲜明的大师不同，一度被评为“毫无个性”。他的棋看起来平凡至极，尤其是几乎显现不出职业棋手强大的力量，所以在很长时间内并不如何瞩目。坂田荣男曾有戏言——高川的拳头打不死苍蝇。有很多人说“高川格难以捉摸”，但高川格没有隐藏自己，只是接近他的一群人有所误解。也有很多人说高川格的棋是“无力感”。第一次看到高川格的印象是“学者”，与激烈的胜负无缘。日本人喜欢“名人气质”，有强烈的个性，才有引诱力。这一点高川格的性格与众不同，没有强烈的个性，没有名人气质，没有胜负师的魅力，因此常有人对他的评价不高。
可就是这样一位“平凡棋士”，却在当时唯一的头衔战本因坊战上书写了不朽的传奇。
1950年，桥本宇太郎在第5期本因坊挑战赛上4比0完胜岩本薰，夺回失落两期的桂冠。次年，坂田荣男挑战本因坊，因桥本作为头衔保持者刚创立了与日本棋院对立的关西棋院，使得这场较量极为棋界关注。桥本在1比3的绝境中七番棋反败为胜，为关西棋院立足赢得了宝贵时间。因此1952年，当高川格获得第七期本因坊战的挑战权时，日本棋院大感失望，认为平凡的高川根本无法为日本棋院夺回本因坊头衔。
当时高川格37岁，已经在七段位置上呆了八年之久，给人停滞不前之感，这样的棋手怎能撼动精神力超群的桥本的本因坊宝座？七番胜负第一局，高川在最后看错了棋，中盘落败，这使得更多人看衰他的挑战前景。意想不到的是，自第二局起，整个挑战赛完全进入了高川的步调，随即以四连胜终结比赛。桥本事后回忆，他“在高川软绵绵的风格面前根本找不到节奏，用力击出的拳头都如同打在棉花上。”高川格就此迈入了日本超一流棋手的行列之中。
塑造高川格棋风的是当时流行的“新布局”，其第四线作为主体的下法是爱好厚势的高川格所乐于接受的。之外，他的棋风也受到本因坊秀荣的影响，有“流水不争先”之称，并不嗜杀，但极有韧性。他曾说：“我摆秀荣的棋，越研究越有兴趣，从表面上看来是流水般的进行，但隐藏着无比的威力”，他受到秀荣的影响很大，他说“秀荣的棋非常理想，合乎我的胃口”。吴清源曾评价说：“如果说林海峰是二枚腰，那么击败他的高川格就是三枚腰”。

## 流水不争先
现代围棋讲究子效均匀，布局迅速。因此高川秀格之后，流水不争先也从一种棋风演变成了存于围棋之中的人生哲理。意思是凡事讲究顺其自然，不要过分强求，不要过多地考虑功利。下棋犹如行云流水，动静之间，应该不急不躁，即使局面暂时落后，也应该心平气和，耐心等待机会。既然已经是“流水”，所谓“水到渠成”是自然的事，无须去争名夺利，无须去焦虑彷徨，应持之以恒地努力，磨砺自己，等待时机。